# 543698 Miromesaroš
543698 Miromesaroš è un asteroide della fascia principale. Scoperto nel 2011, presenta un'orbita caratterizzata da un semiasse maggiore pari a 2,3581806 au e da un'eccentricità di 0,1266898, inclinata di 8,10643° rispetto all'eclittica.